# 黃雄
黄雄（1455年—？年），字士伟，浙江湖州府烏程縣人，明朝政治人物。

## 生平
治《書經》，由國子生中式弘治二年（1489年）己酉科浙江鄉試第四十名舉人，正德三年（1508年）戊辰科會試第七十一名，第三甲第一百七名進士。为贵州普安州知州，每次巡行，帶着干粮自给，丝毫无取于民，明察善断，从前积弊一时尽除。官至王府長史。

## 家族
曾祖黄野得，贈吏部考功清吏司郎中。祖父黄裳。父黄復。母潘氏。永感下，行七，兄英、瑞、弟恩、惠。